# Puig de Morens
El Pic de Morens és una muntanya de 2.685,7 m alt situada a l'eix de la serralada principal dels Pirineus, entre el Ripollès i el Conflent, en el límit dels termes municipal de Setcases i comunal de Fontpedrosa, a prop del límit amb Mentet.
Està situat a pocs metres de l'extrem sud-oriental del terme de Fontpedrosa i al nord-oest del de Setcases, al nord-est del Pic de l'Esquena d'Ase i a prop, al sud-oest, del Pic de la Dona.